# Лесное (Пензенская область)
Лесное — село в Земетчинском районе Пензенской области России, входит в состав Пролетарского сельсовета.

## География
Село расположено на берегу речки Крутец (приток Рянзы) в 21 км на запад от районного центра посёлка Земетчино.

## История
Возникла как д. Голодовка в первой половине XIX в. у Большого Цнинского леса. В конце XIX — начеле XX веков входила в состав Раевской волости Моршанского уезда Тамбовской губернии. Перед отменой крепостного права показано в имении графини Софьи Львовны Шуваловой. В 1881 г. у крестьян на 152 двора – 803 десятины надельной земли, 160 дес. брали в аренду, насчитывалось 243 рабочих лошади, 150 коров, 913 овец, 242 свиньи, в 18-ти дворах занимались пчеловодством (345 ульев), один сад на 5 деревьев. В 1913 г. в деревне земская школа, 1228 дес. надельной земли. 
С 1928 года село являлось центром Голодаевского сельсовета Земетчинского района Тамбовского округа Центрально-Чернозёмной области (с 1939 года — в составе Пензенской области). В 1920-е гг. при селе работал винный завод №13. В 1934 г. – 258 хозяйств, центральная усадьба колхоза «Новый активист». В 1936 г. в 1,5 км от сельсовета – Голодяевский спиртзавод. Переименовано в село Лесное решением Пензенского облисполкома от 20.02.1952 г. В 1955 г. – центр сельсовета, центральная усадьба колхоза имени Дзержинского. 18.2.1966 г. решением Пензенского облисполкома в его черту включен пос. Крутенький. В 1980-е гг. — село в составе Рянзенского сельсовета, с 2010 года — в составе Пролетарского сельсовета.
На 1 января 2004 года на территории села действовало 18 хозяйств, 33 жителя.

## Население
| 1862 | 1877 | 1881 | 1897 | 1913  | 1926  | 1934  |
| ---- | ---- | ---- | ---- | ----- | ----- | ----- |
| 736  | ↗864 | ↗899 | ↗994 | ↗1292 | ↘1160 | ↘1150 |
| 1959 | 1979 | 1989 | 1996 | 2002  | 2010  |       |
| ↘737 | ↘362 | ↘170 | ↘119 | ↘35   | ↘15   |       |

## Известные люди
Лесное — родина Героя Советского Союза Алексея Ивановича Рензяева (1912–1945), гвардии капитана, штурмана эскадрильи минно-торпедного полка, совершившего к октябрю 1944 г. 283 боевых вылета; одного из прототипов героев кинофильма «Торпедоносцы».